# Annulares lanner
Annulares lanner là một loài côn trùng trong họ Myrmeleontidae thuộc bộ Neuroptera. Loài này được Mansell miêu tả năm 2004.